# مالك الجزيري
مالك الجزيري ولد في 20 جانفي 1984 بمدينة بنزرت التونسية,هو لاعب تنس محترف، حقق أفضل ترتيب له عالميا في 3 اكتوبر 2016 وهي المرتبة 50 ، أحد أعضاء منتخب تونس في كأس ديفيز منذ سنة 2000.

## مسيرته
في سنة 2010 شارك اللاعب في الدور التصفوي الأول لبطولة أستراليا المفتوحة وخسر أمام اللاعب البولندي مايكل برزسيزني. كما شارك في البطولة القارية لإفريقيا وتمكن من تحقيق لقبها. 

وفي 2011, أصبح مالك الجزيري أول لاعب تونسي يتمكن من بلوغ الدور الثاني من بطولة أمريكا المفتوحة للتنس بعد فوزه على الهولندي تيمو دى بيكر في الدور الأول، وواجه الأمريكي ماردي فيش في الدور الثاني وخسر أمامه. وفي هذه السنة أيضا فاز الجزيري ببطولة جنيف المفتوحة.

في 2012 خسر الجزيري مباراته في الدور الأول لبطولة قطر للتنس مع اللاعب الفرنسي جو ويلفرد تسونجا، وفي إنجاز آخر تمكن اللاعب التونسي في 28 مايو 2012 من التأهل إلى الدور الثاني من بطولة فرنسا المفتوحة بعد فوزه على الألماني فيليب بيتشنر في الدور الأول، وبعدها خسر أمام الإسباني مارثيل غرانويرس في خمس مجموعات بعد أن أضاع 3 نقاط للفوز بالمباراة وهو على الإرسال.

كما وصل في 26 يونيو 2012 أيضاً إلى الدور الثاني في بطولة ويمبلدون بعد ما فاز على الإستوني يورغن زوب بعد ما حول تأخره بمجموعتين إلى فوز بثلاث 4-6, 4-6, 6-3, 6-4, 9-7 قبل أن يخسر أمام الألماني فيليب كولشرايبر في الدور الثاني. وفي إنجاز أخر وصل مالك إلى الدور الثاني في اولمبياد لندن 2012 بعد فوزه على التايواني ين هسون لو قبل أن يخسر أمام العملاق الأمريكي جون إيسنر 7-6 6-2.

وصل في ذات السنة إلى نصف نهائي كأس الكرملين في موسكو بعدما فاز على لوكاس روسول 7-6, 6-3 الذي أطاح رافاييل نادال في ويمبلدون وفاز في نفس البطولة على الصربي فيكتور ترويسكي 6-1, 3-6, 6-2. وأصبح أول تونسي كذلك يبلغ مرحلة متقدمة في صنف أي تي بي 250 نقطة، ولكنه خسر في النهاية ضد اندرياس سيبي (6:3، 6:1).

في 25 فبراير 2013، واجه الجزيري العملاق السويسري روجر فيدرير المصنف الثاني عالميا أنذاك في بطولة دبي للتنس 2013 ولكنه خسر ضده 7-5، 0-6و 2-6.

في أواخر 2013، منعت وزارة الشباب والرياضة التونسية الجزيري من خوض مباراته أمام أمير واينتروب بسبب جنسيته الإسرائيلية في دورة طشنقد، ويذكر أن واينتروب هو زميل الجزيري في فريق سارسيل الفرنسي .

وفاز الجزيري في 3 نوفمبر 2013 ببطولة جنيف المفتوحة 2013 أمام الألماني جان لينارد ستراف.

## طريقة اللعب
يملك مالك الجزيري إرسال قوي تصل سرعته حتى 200 كلم/س، يستخدم جميع أنحاء الملعب ويمتاز بضربة أماميه (forehand) قوية جدا مستقيمة تصل سرعتها أثناء التبادلات أحيانا 160 كلم/س، عادة ما يحاول خصومه التركيز على الضربة الخلفية له (backhand) ولكن الأمر سيان فضربته الخلفية أكثر قوة وتكون مستقيمة وكذلك دائرية يصعب ردها، ففي الجولة الأولى في بطولة قطر للتنس ضد تسونغا تمكن من إستقبال ثلاث إرسالات وصلت سرعتها 200 كلم/سا بضربات باك هاند ناجحة، يحاول إنهاء النقاط بسرعة بالصعود إلى الشبكة، كما يمتاز باستقبال إرسال رائع مكنه من كسر إرسال اللاعب الأسترالي سام جروث صاحب أسرع إرسال ب: 263 كلم/س، ضربات الفولي (أن ترد الكرة قبل ملامسة الأرضية) لديه جيدة بعض الشيء، يستخدم الضربات القصيرة جيدا، ضرباته الأمامية والخلفية ممتازة، ويطلق عليه ديفيد نالبانديان التونسي.

## ألقابه في الفردي
| الرقم | التاريخ | المسابقة | الأرضية | الخصم              | النتيجة       |
| ----- | ------- | -------- | ------- | ------------------ | ------------- |
| 1.    | 2005    | تونس     | رملية   | بيتر بوبوفيتش      | 1–6, 6–2, 6–3 |
| 2.    | 2006    | مقرين    | صلبة    | بلاز كيفتيتش       | 4–6, 6–1, 6–4 |
| 3.    | 2009    | قليبية   | رملية   | هيثم عبيد          | 7–6, 5–7, 7–6 |
| 4.    | 2009    | تبليسي   | رملية   | دافيد سافيتش       | 4–6, 6–4, 6–4 |
| 5.    | 2010    | صفاقس    | صلبة    | لورون روشات        | 6–4, 6–3      |
| 6.    | 2010    | قرطبة    | صلبة    | بابلو كارينو بوستا | 6–4, 5–7, 6–4 |
| 7.    | 2011    | نيوكاسل  | رملية   | يانيك مارتينز      | 6–3, 6–4      |
| 8.    | 2011    | مانشستر  | عشبية   | رودي كوكو          | 7–6, 4–6, 6–2 |
| 9.    | 2011    | ألماتي   | صلبة    | دنيس مالكانوف      | 6–3, 6–2      |
| 10.   | 2011    | جنيف     | صلبة    | ميسشا زفورف        | 4–6, 6–3, 6–3 |